# Chania
Chania ou Hania (em grego: Χανιά; em turco otomano: خانيه; romaniz.: Hanya), também chamada Caneia (do veneziano La Canea), é a segunda maior cidade da ilha grega de Creta e é a capital da unidade regional de homónima.
Está situada no noroeste da ilha, à beira do mar Egeu, 70 km a oeste de Retimno e 145 km de Heraclião. A cidade atual é a sucessora da  antiga Cidónia, que remonta ao período minoico.
Em 2011, a população oficial do antigo município (atual unidade municipal) era 53 910 habitantes, enquanto que o novo município, resultante da reforma administrativa de 2011, tinha 108 642 habitantes. Este é constituído pela cidade e diversas localidades vizinhas, nomeadamente Cunupidiana (8 620 hab.), Murnies (7 614 hab.), Suda (6 418 hab.), Nerocuros (5 531 hab.), Daratsos (4 732 hab.), Perivolia (3 986 hab.), Galatas (3 166 hab.) e Aroni (3 003 hab.).

## História

### Pré-história e Antiguidade
Chania situa-se no local onde existiu a localidade minoica a que os gregos chamavam Cidónia (Kydonia, "marmeleiro"). O termo aparece em escritos em Linear B como ku-do-ni-ja. Há alguns vestígios arqueológicos notáveis da existência dessa cidade minoica no subsolo de algumas partes da Chania moderna, os quais foram descobertos em escavações levadas a cabo na zona de Kasteli, na parte antiga da cidade. Aparentemente, esta área é habitada desde o Neolítico. Cidónia surge depois do fim da era minoica como uma importante cidade-estado da Grécia Clássica, cujos domínios se estendiam desde a baía de Chania até ao sopé das Montanhas Brancas.
A primeira vaga de colonizadores oriundos da Grécia continental foi de Dóricos, que chegaram c. 1 100 a.C. Cidónia estava constantemente em guerra com as cidades vizinhas de Áptera, Falasarna e Polirrénia e era suficientemente importante para que Homero a mencionasse na Odisseia. Em 69 a.C., o cônsul romano Quinto Cecílio Metelo Crético derrotou os Cretenses e conquistou Cidónia, mas concedeu à cidade privilégios de cidade-estado independente. Cidónia teve o direito de cunhar as suas próprias moedas até ao século III d.C.

### Períodos bizantino e árabe
O primeiro período de governo bizantino, entre 395 e 824 d.C., bem como a governo dos Árabes, que chamaram a Chania al Hanim ("a estalagem"), estão muito mal documentados. Durante o emirado de Creta, a população cristão foi perseguida e fugiu para as montanahs. Os Bizantinos retomaram a cidade em 961, dando início ao que é comum chamar o "segundo período bizantino", o qual durou até 1204. É neste período que o nome da cidade foi mudado para o grego Chania. Os Bizantinos dotaram a cidade de poderosas fortificações para impedirem outra invasão árabe, usando materiais de antigas edificações da área. Nesta altura, Chania era a sé de um bispo.

### Período veneziano

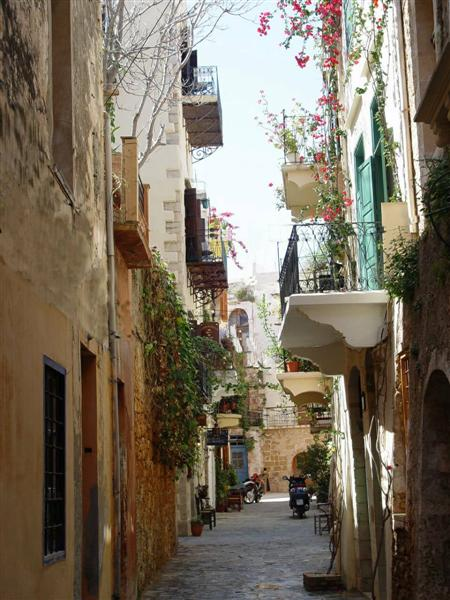
Rua do centro histórico

Depois da Quarta Cruzada (1204), durante a qual Constantinopla foi conquistada pelos chamados latinos (europeus ocidentais), Creta foi dada a Bonifácio de Montferrat, que a vendeu aos Venezianos por 100 marcos de prata. Em 1252, os Venezianos lograram submeter os Cretenses, mas em 1263, os seus rivais Genoveses, com apoio local, tomaram Chania sob o comando de Enrico Pescatore, e mantiveram-na até 1285, quando voltou às mãos dos Venezianos.
Durante o período veneziano, Chania foi a capital da região, ou seja, o local residência do rectore (administrador geral) e floresceu como um importante centro comercial da fértil região em que se encontra. O governo veneziano foi inicialmente duro e opressivo, mas lentamente as relações entre governados e governantes foram melhorando. O contacto com Veneza deu origem a uma entrelaçamento das culturas cretense e veneziana, o que não implicou que os cretenses tivessem abandonado a sua ortodoxia grega. A cidade passou a ser conhecida como La Canea, nome ainda usado em italiano e em francês (La Canée), as suas fortificações foram reforçadas e a cidade ganhou a forma que ainda hoje conserva.
Depois da Queda de Constantinopla em 1453, muitos padres, monges e artistas procuraram refúgio em Creta e reforçaram a religião e cultura bizantina na ilha. No período que se seguiu, Chania foi um local onde se misturavam elementos culturais bizantinos, venezianios e gregos clássicos. Muitos dos edifícios importantes da cidade datam dessa época e as atividades intelectuais (escrita, música, educação, etc.) foram também promovidas.

### Período otomano
As fortes muralhas não impediram o exército otomano de conquistarem Chania em 1645, após dois meses de cerco. Os invasores desembarcaram perto do Mosteiro de Gonia, em Císsamos, a oeste da cidade, que saquearam e incendiaram. O cerco a Chania começou em 2 de agosto de 1645. O número de mortos durante o cerco foi muito elevado, particularmente entre os Otomanos. Quando voltou para casa, o comandante dos sitiantes foi executado por ter perdio 40 000 homens. Mais tarde, as igrejas foram transformadas em mesquitas.
Os Turcos residiam sobretudo nos bairros orientais de Kasteli e Splantzia, onde converteram a igreja dominicana de São Nicolau na mesquita central "do Soberano" (em turco: Hünkar Camısı). Também construíram novas mesquitas, como a Mesquita Küçük Hasan Paşa (conhecida como Mesquita dos Janízaros) ou a Mesquita Yali (Mesquita Nova). Os banhos públicos (amãs) e fontes eram uma das caraterísticas da cidade turca. O paxá de Creta residia em Chania.
Em 1821, durante a revolta dos Gregos contra o Império Otomano, ocorreram conflitos entre Gregos e Turcos em Chania, que provocaram mortos em ambos os lados. O bispo de Císsamos, Melhisedek Despotakis, foi enforcado numa árvore na praça Splantzia por ter participado nos eventos revolucionários. Em 1878, foi assinado o Pacto de Chalepa, na cidade com aquele nome, atualmente um subúrbio de Chania. O pacto tornava Creta uma espécie de estado parlamentar autónomo dentro do Império Otomano.
O cretense Venizelos, foi o líder da revolta contra os turcos em 1896, e seria mais tarde primeiro-ministro da Grécia. 
Em 1971, a capital de Creta mudou-se para Heraclião.

## Monumentos e outros lugares de interesse

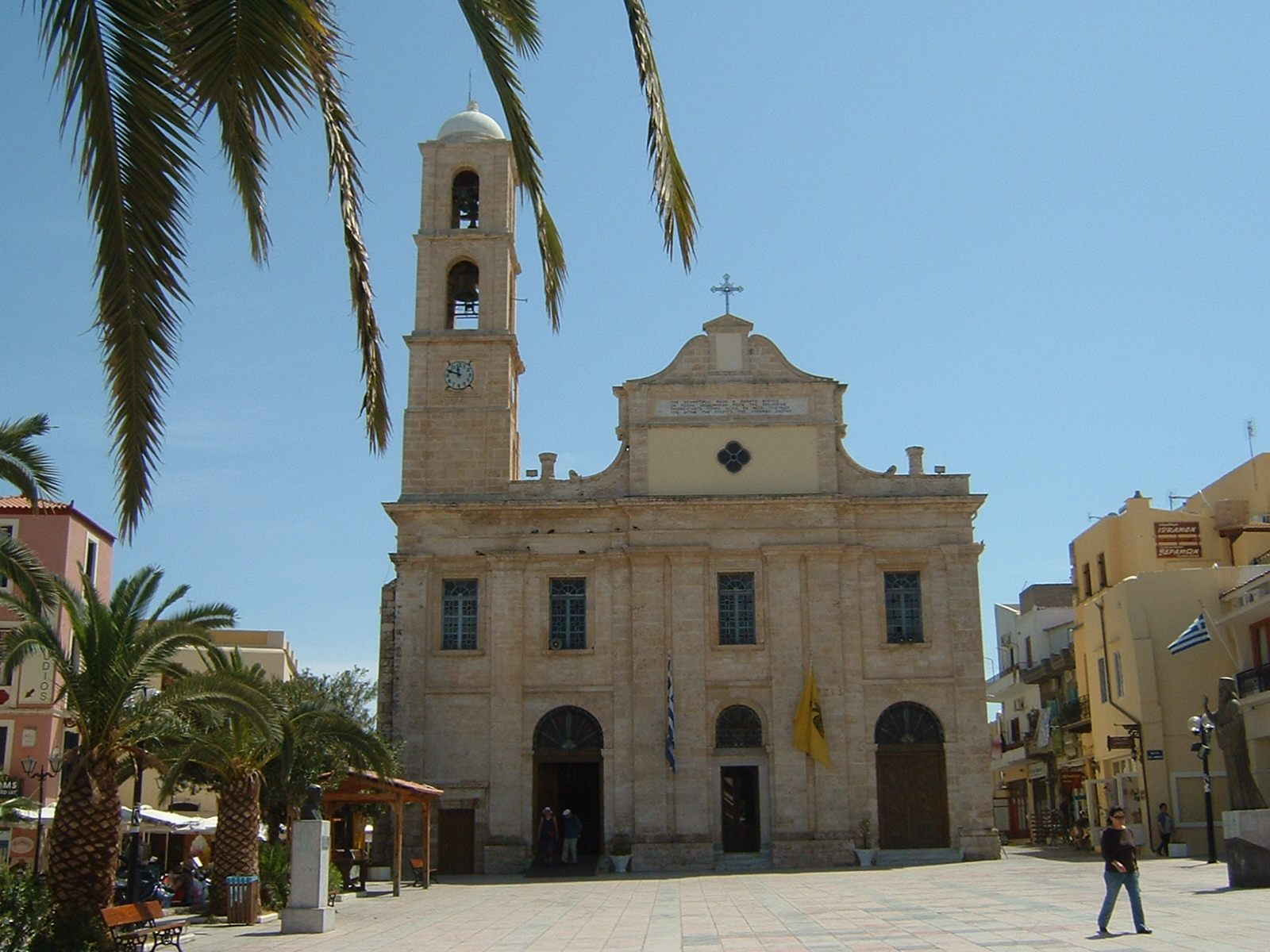
Catedral ortodoxa de Chania

Museus
- Museu Arqueológico
- Museu da Vida Escolar da Grécia
- Museu Naval

Igrejas
- Catedral ortodoxa
- Igreja ortodoxa de São Nicolau

Outros
- Porto veneziano
- Estaleiros venezianos

## A cidade hoje

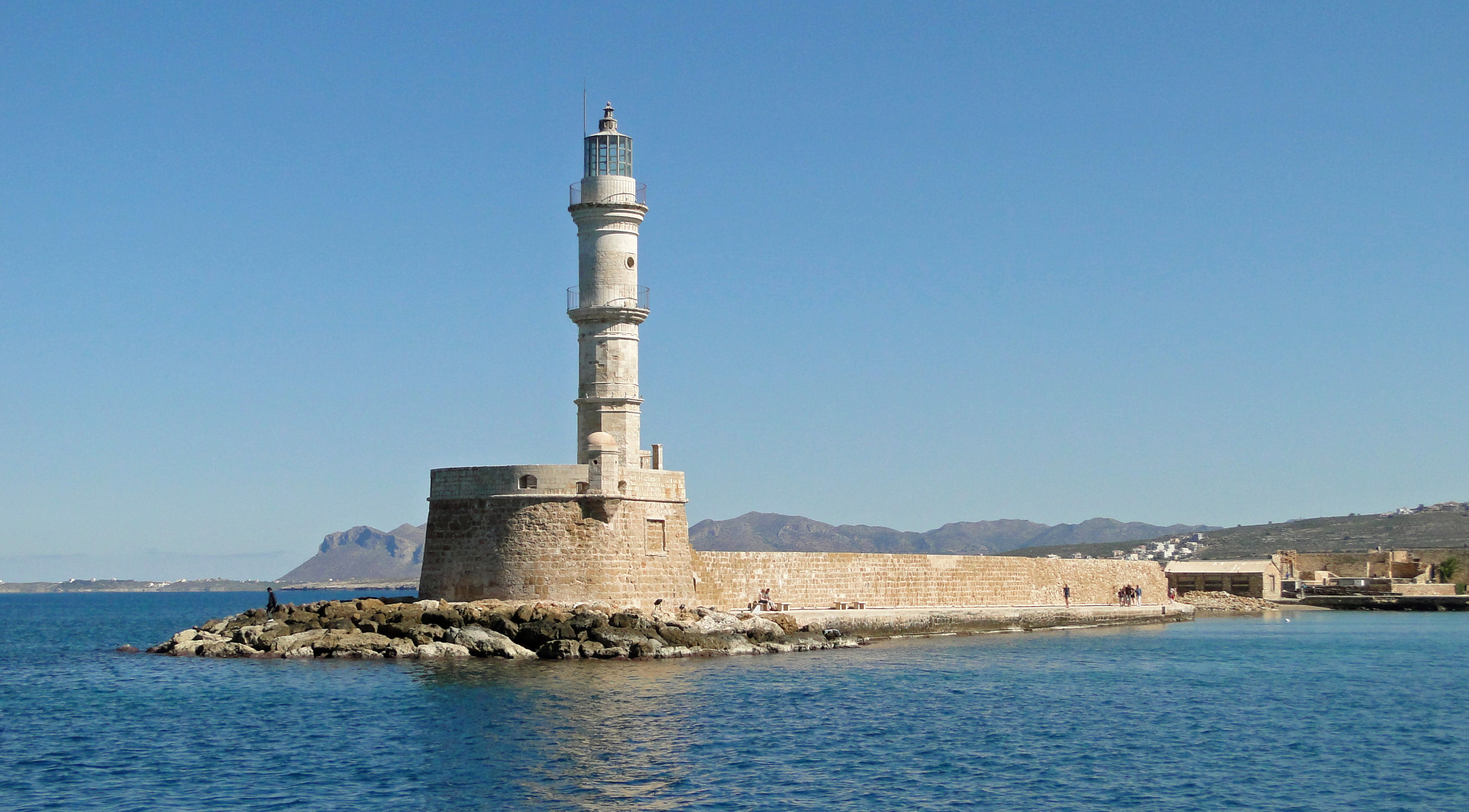
Farol de Chania

Apesar de ter sido bombardeada na Segunda Guerra Mundial, Chania é considerada a cidade mais bonita de Creta, especialmente o seu porto e farol venezianos do século XV. Muitos dos antigos edifícios foram restaurados como hotéis, lojas e bares.
Nos últimos anos a cidade tornou-se um muito procurado destino turístico. A cidade tem vários museus e edifícios interessantes. De referir o museu arqueológico, o museu naval e o museu da escola grega. Em 1913 foi inaugurado o edifício do mercado, baseado no mercado de Marselha. 

## Personalidades ligadas a Chania
- Elefthérios Venizélos
- Konstantínos Mitsotákis
- Nana Mouskouri
- John Aniston (Γιάννης Αναστασάκης)